# Шуховцы (платформа)
Шуховцы́ (бел. Шухаўцы) — остановочный пункт (платформа) Белорусской железной дороги в деревне Шуховцы Дубровенского района Витебской области Белоруссии. Открыт в 1949 году на Минской железной дороге

## Описание
Пограничный остановочный пункт Оршанской дистанции пути Минского отделения Белорусской железной дороги. Расположен в Белоруссии, на территории Осинторфского сельсовета Дубровенского района Витебской области — в деревне Шуховцы, в шести километрах от линии государственной границы с Россией. Через д. Шуховцы проходит международная автомагистраль Е30.
Два пути на главном ходу. Имеются две низкие береговые пассажирские платформы, соединённые между собой низкими пешеходными переходами, небольшое кирпичное здание железнодорожного вокзала с кассами и залом ожидания.

## Пассажирское движение
Через о.п. Шуховцы ежесуточно проходит не менее десяти пар пассажирских поездов международного сообщения, ни один из них остановки здесь не имеет. Регулярное пригородное пассажирское движение по станции отсутствует (отменено в связи с введением коронавирусных ограничений).
С 18 марта 2020 года маршрут пригородного приграничного поезда Красное — Орша-Центральная изменён. Поезда сообщением Орша — Красное — Орша следуют по маршруту Орша — Осиновка — Орша..